# میشن هیل (داکوتای جنوبی)
میشن هیل(به انگلیسی: Mission Hill) شهری در ایالت داکوتای جنوبی کشور ایالات متحده آمریکا است که جمعیت آن در سرشماری سال ۲۰۱۰ میلادی، ۱۷۷ نفر بوده‌است.